# Aztec
Aztec – miasto w Stanach Zjednoczonych, w stanie Nowy Meksyk, siedziba administracyjna hrabstwa San Juan.